# Gibellina
Gibellina is een gemeente in de Italiaanse provincie Trapani (regio Sicilië) en telt 4558 inwoners (31-12-2004). De oppervlakte bedraagt 45,0 km², de bevolkingsdichtheid is 101 inwoners per km².
Gibellina was in 1968 verwoest door een aardbeving en op enige kilometers afstand herbouwd.[dode link]

## Demografie
Gibellina telt ongeveer 1854 huishoudens. Het aantal inwoners daalde in de periode 1991-2001 met 7,0% volgens cijfers uit de tienjaarlijkse volkstellingen van ISTAT.
| Jaar | Inwoneraantal |
| ---- | ------------- |
| 1991 | 5027          |
| 2001 | 4677          |

## Geografie
De gemeente ligt op ongeveer 227 m boven zeeniveau.
Gibellina grenst aan de volgende gemeenten: Calatafimi-Segesta, Monreale (PA), Poggioreale, Salaparuta, Santa Ninfa.

## Gibellina Vecchia
De ruïnes van het verwoeste Gibellina zijn door de kunstenaar Alberto Burri onder een dikke laag cement begraven. In het kunstwerk zijn ter hoogte van de oude straten doorgangen opengelaten die een indruk geven van de nauwe straten van de oorspronkelijke plaats. In het theater nabij het kunstwerk worden in de zomermaanden regelmatig voorstellingen gehouden.

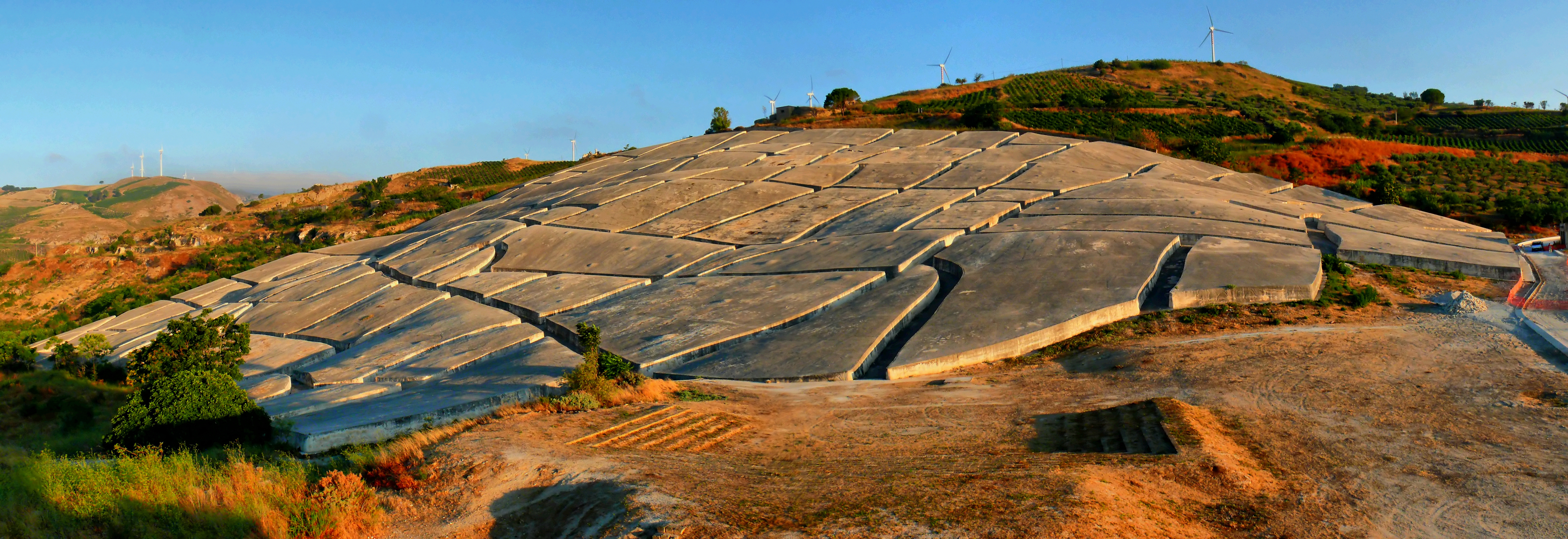
Ruderi di Gibellina
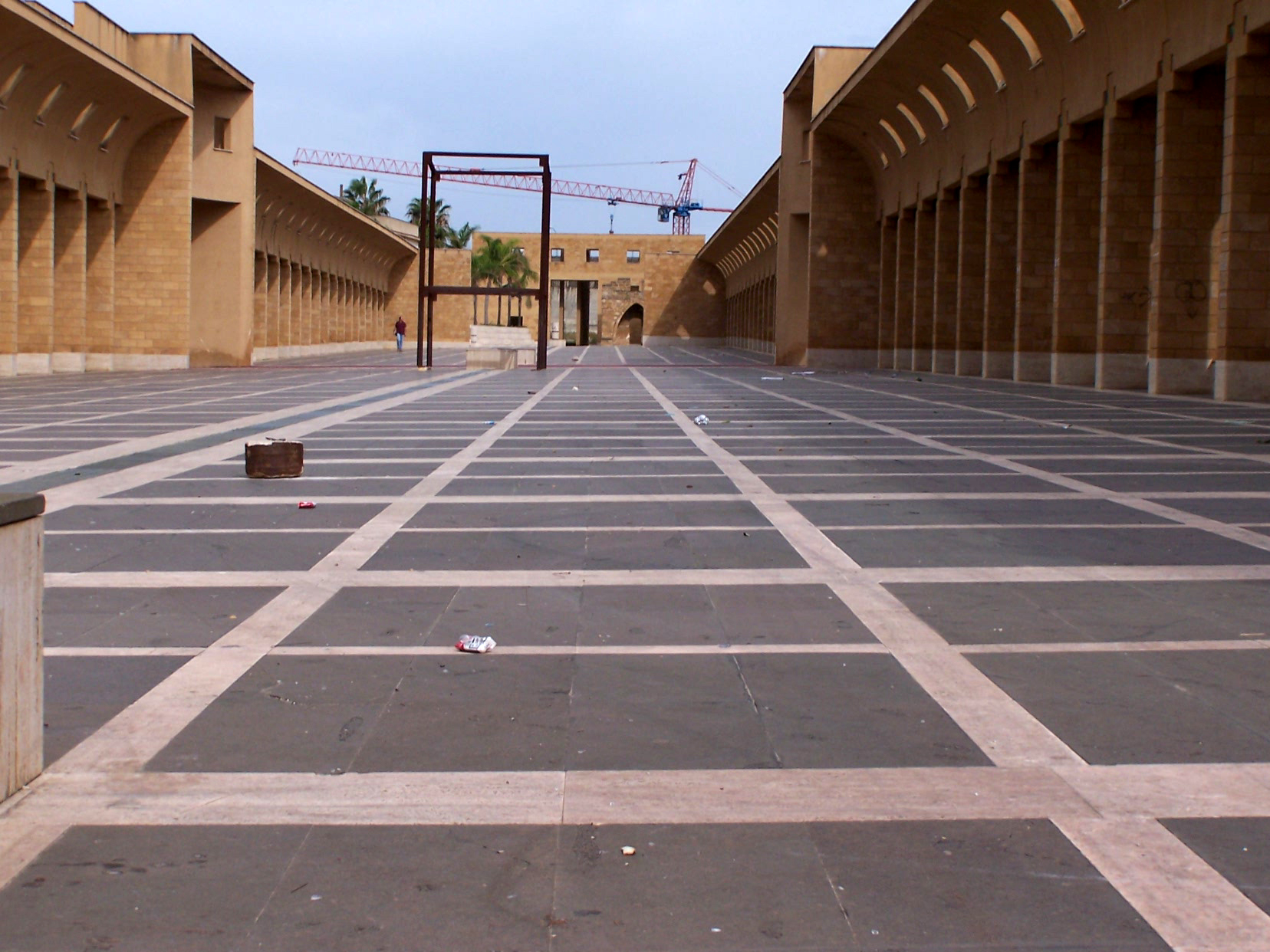
Piazza di Gibellina

Alcamo · Buseto Palizzolo · Calatafimi-Segesta · Campobello di Mazara · Castellammare del Golfo · Castelvetrano · Custonaci · Erice · Favignana · Gibellina · Marsala · Mazara del Vallo · Paceco · Pantelleria · Partanna · Petrosino · Poggioreale · Salaparuta · Salemi · San Vito Lo Capo · Santa Ninfa · Trapani · Valderice · Vita